# Briton Nikora

a Compétitions nationales et continentales officielles uniquement.

b Matchs officiels uniquement.
Briton Nikora, né le 7 décembre 1997 à Mount Maunganui (Nouvelle-Zélande), est un joueur de rugby à XIII néo-zélandais évoluant au poste de deuxième ligne dans les années 2010. Il fait ses débuts en National Rugby League (« NRL ») avec les Sharks de Cronulla-Sutherland lors de la saison 2019. Il compte également une sélection avec la Nouvelle-Zélande et prend part à la première édition de la Coupe du monde de rugby à neuf au cours de laquelle il atteint la finale.

## Palmarès
- Collectif :
  - Finaliste de la Coupe du monde de rugby à neuf : 2019 (Nouvelle-Zélande).

### En club

#### Statistiques
| Saison | Club                       | Compétition           | Matchs | Points | Essais | Goals | Drops |
| ------ | -------------------------- | --------------------- | ------ | ------ | ------ | ----- | ----- |
| 2019   | Cronulla-Sutherland Sharks | National Rugby League | 24     | 28     | 7      | 0     | 0     |